# Liška ostrovní
Liška ostrovní (Urocyon littoralis) je malý druh lišky, obývající ostrovy Channel Islands u pobřeží Kalifornie. Dnes existuje 6 poddruhů těchto lišek, každá endemická pro jeden ostrov.

## Popis
Liška ostrovní je výrazně menší než liška šedá, a pravděpodobně nejmenší liška Severní Ameriky. Délka činí 48–50 cm, výška v kohoutku pak 12–15 cm. Ocas je výrazně kratší než u lišky šedé – 11–29 cm oproti 27–44 cm. To je způsobeno tím, že liška ostrovní má o 2 ocasní obratle méně než liška šedá. Liška ostrovní váží mezi 1 a 2,8 kg. Největší poddruh se vyskytuje na ostrově Santa Catalina a nejmenší na ostrově Santa Cruz. Samci jsou vždy větší než samice.
Liška ostrovní má šedou srst na hlavě, ryšavě červenou na stranách a bílou srst na břiše, krku a spodní polovině obličeje. Černý pruh se táhne od hřbetu k ocasu. Liška ostrovní líná jednou ročně v období mezi srpnem a listopadem.